# Liste der Kulturdenkmäler in Kisselbach
In der Liste der Kulturdenkmäler in Kisselbach sind alle Kulturdenkmäler der rheinland-pfälzischen Ortsgemeinde Kisselbach aufgeführt. Grundlage ist die Denkmalliste des Landes Rheinland-Pfalz (Stand: 27. Oktober 2023).

## Einzeldenkmäler
| Bezeichnung                      | Lage                      | Baujahr   | Beschreibung | Bild                           |
| -------------------------------- | ------------------------- | --------- | --- | ------------------------------ |
| Katholische St.-Apollonia-Kirche | Liebshausener Straße Lage | nach 1912 | ursprünglich dreischiffige, jetzt einschiffige neugotische Säulenbasilika, nach 1912; bauliche Gesamtanlage mit Friedhof | weitere Bilder Fotos hochladen |